# Dakillah
Dakillah, Dak1llah o Dakillah warapp, també coneguda com La NumberOne, és una cantant de música urbana, rap i trap argentina. S'inicià en batalles de rap al carrer a dotze anys. Després, el 2017 començà a gravar diverses cançons que penjà a la plataforma Youtube. D'entre les seves cançóns destaca «NumberOne» que superà els cinc milions de reproduccions a Youtube. Fou telonera de la banda de rock argentina Babasónicos.
Despertà polèmica per les xarxes socials i diversos diaris locals pel fet que acusà el campió del concurs argentí Bailando (2018) Juliàn Serrano tot dient que aquest l'hauria agredit durant una festa.